# ذي عدن (السبرة)

تعديل مصدري - تعديل

ذي عدن هي إحدى قرى عزلة عروان بمديرية السبرة التابعة لمحافظة إب، بلغ تعداد سكانها 488 نسمة حسب تعداد اليمن لعام 2004.